# カシコン銀行

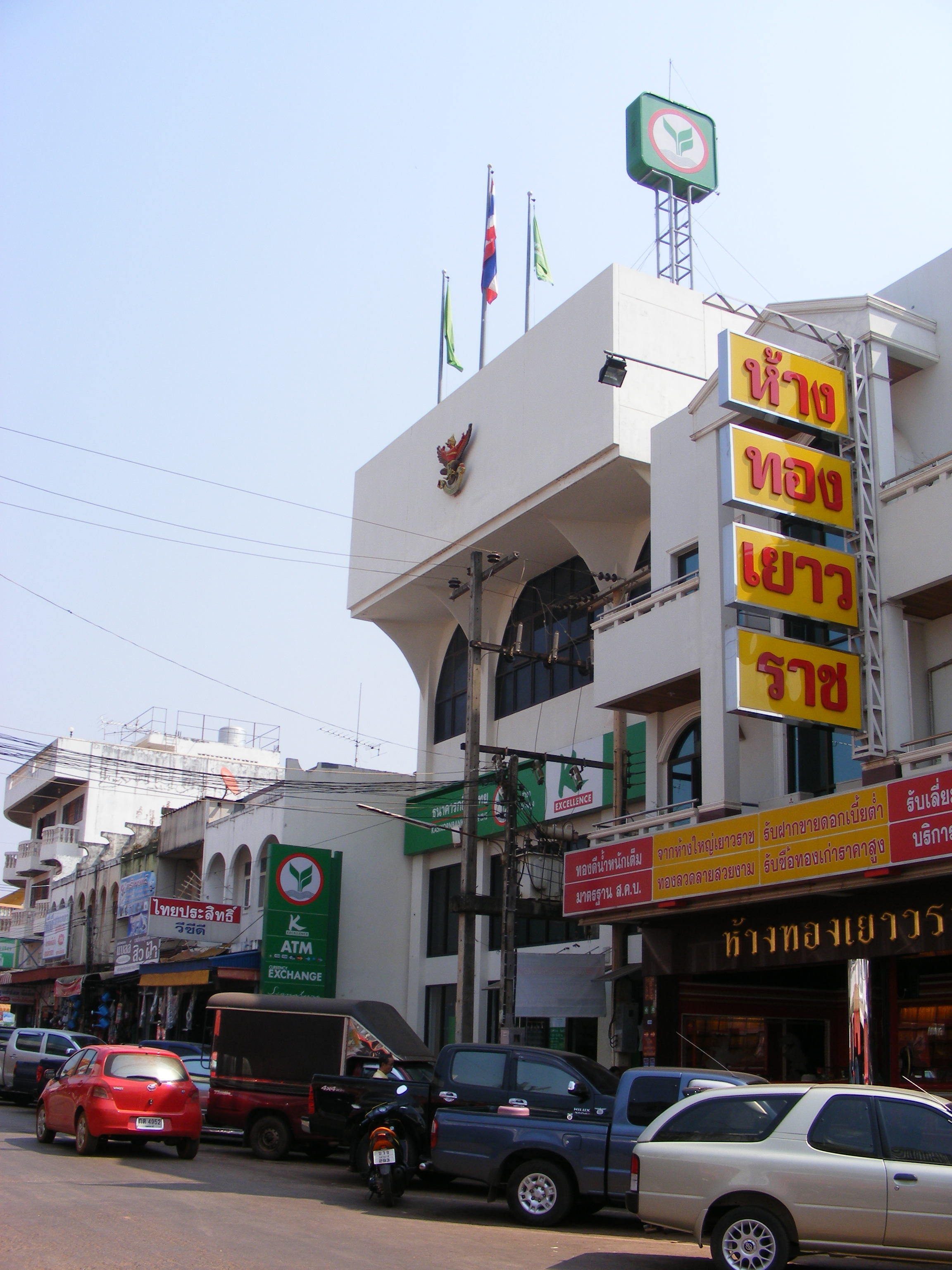
カシコン銀行の支店

カシコン銀行(Kasikorn Bank PCL) （タイ語: ธนาคารกสิกรไทย、中文表記: 開泰銀行）は、タイにある銀行。かつては英語名をタイ語から翻訳したThai Farmers Bankとしていたため日本語では「タイ農民銀行」と呼ばれていたが、新しいコーポレートアイデンティティ導入でタイ語での名前は変わらないものの กสิกร（農民）を訳さずタイ語発音のままアルファベットで表記する英語名になった。愛称は「Ｋバンク」。それに合わせて日本語での呼び方も「カシコン銀行」に変わった。日本との取引を他行よりも重視しており、ジャパンデスクの開設、日本語応対窓口が充実している。預金や取引の景品、キャッシュカードのデザインに「ドラえもん」を採用している。イメージカラーはグリーン。

## 概要
1945年6月8日、500万バーツの資本金で設立し、タイ証券取引所 (the Stock Exchange of Thailand (SET))に1976年上場した。タイでは4番目の規模を誇る銀行。 SET 50 Indexにも採用されている。（2008年2月現在）
2015年3月31日現在、登録資本金304億8600万バーツ・総資産2兆4748億7100万バーツ・預金1兆6533億9100万バーツ・貸出金1兆5482億3800万バーツ、国内の支店総数は1,128店舗（内バンコク近郊に326店舗、その他地域に802店舗）、国外ではロサンゼルス・香港・ケイマン諸島・深圳・成都・竜崗(深圳市）に支店、北京・上海・昆明・東京・ヤンゴン・ハノイ・ホーチミンに駐在員事務所、ラオスにラオスカシコン銀行（ビエンチャンで設立した外資法人銀行）の合計14ヶ所の国外拠点を有している。これらの支店および駐在員事務所は、タイと取引相手国との商取引及び金融取引に関するサービス提供・支援業務等を行っている。

## サッカークラブ
かつて、サッカークラブのタイ・ファーマーズ・バンクFCを有していた。
1994年、1995年のアジアクラブ選手権（現・AFCチャンピオンズリーグ）に優勝して、同大会連覇を達成した最初のクラブとなった。また、現在に至るまで東南アジアのクラブによる優勝はタイ・ファーマーズ・バンクFCのみである。
1997年、アジア経済危機が起こり、クラブのスポンサーであるタイ農民銀行の株の49%が外国人投資家達によって購入された。それに続く企業再生のプロセスの中、2000年にクラブは消滅することとなった。